# Emil Johann Lambert Heinricher
Emil Johann Lambert Heinricher est un botaniste autrichien, né le 14 novembre 1856 à Laibach et mort le 13 juillet 1934 à Innsbruck.

## Biographie
Il fait ses études à Graz où il obtient un titre de docteur en 1879. Il devient l’assistant de son ancien professeur, Hubert Leitgeb (1835-1888), fonction qu’il occupe jusqu’à la mort de ce dernier. En 1882, il devient privatdozent de botanique.
En 1882-1883, il travaille avec Simon Schwendener (1829-1919) de Berlin et avec Julius von Sachs (1832-1897) à Würzburg. En 1883, il est habilité et part enseigné à l’école supérieur technique de Graz où il fonde en 1888-1889, un institut botanique. En 1889, il succède à Johann Joseph Peyritsch (1835-1889) comme professeur de botanique à l'université d’Innsbruck.
Il y dirige l’institut de botanique, crée un nouveau jardin botanique à Hötting près d’Innsbruck de 1900 à 1913. En 1903-1904, il voyage sous les tropiques et travaille notamment au Jardin botanique de Buitenzorg. Il s’intéresse au phénomène de parasitisme chez les plantes ainsi qu’à la tératologie.

## Œuvres
- Was alles aus der Nachkommenschaft einer Pflanze hervorgehen kann(Studien zur Art- u. Formbildg an Kulturen von Primula kewensis, 1925-1933). Berlin: Akad. d. Wissenschaften, 1934.
- Geschichte des Botanischen Gartens der Universität Innsbruck.Jena: Fischer, 1934.
- Monographie der Gattung Lathraea.Jena: Fischer, 1931.
- Untersuchungen über die Nachkommenschaft der Primula Kewensis und ihre Vielgestaltigkeit [Aus d. botan. Institut d. Universität Innsbruck]. Wien: Hölder-Pichler-Tempsky, A. G., 1930.
- Selektionsversuche mit atavistischer Iris 1880-1927. Jena: G. Fischer, 1928.
- Die Sexualitätsverhältnisse und die Rassen der Kaiserkrone (Fritillaria imperialis L.) Aus d. Botan. Institut d. Univ. Innsbruck . Wien: Hölder-Pichler-Tempsky, A.G [Abt.:] Akad. d. Wiss., 1928.
- Viehweide, ein am Formwechsel und an der Artbildung bei Pflanzen mitwirkender Faktor : Centaurea Jacea L., var. pygmaea ein Beispiel hierfür. Wien: Hölder-Pichler-Tempsky, A.G., 1925.
- Die Schlafbewegungen der Blütenkörbchen von Dimorphoteca pluvialis (L.) Mnch. Wien: Hölder-Pichler-Tempsky A. G., 1924.
- Das Absorptionssystem der Wacholdermistel (Arceuthobium oxycedri D. C. M. B.) mit besonderer Berücksichtigung seiner Entwicklung und Leistung. Wien: Hölder-Pichler-Tempsky, 1923.
- Ueber den Mangel einer durch innere Bedingungen bewirkten Ruheperiode bei den Samen der Mistel (Viscum album L.). Wien: Höder, 1916.
- Die Keimung und Entwicklungsgeschichte der Wachholdermistel, Arceuthobium Oxyoedri, auf Grund durchgeführter Kulturen geschildert Wien: Hölder, 1915.
- Beiträge zur Biologie der Zwergmistel, Arceuthobium Oxyeedri, bes. zur Kenntnis d. anatom. Baues u. d. Mechanik ihrer explosiven Beeren. Wien: Hölder, 1915.
- Das neue botanische Institut der Universität Innsbruck. Jena: Fischer, 1914.
- Untersuchungen über Lilium bulbiferum L., Lilium croceum Chaix und den gezüchteten Bastard Lilium sp. x Lilium croceum Chaix. Wien: Hölder, 1914.
- Bei der Kultur von Misteln beobachtete Korrelationserscheinungen und die das Wachstum der Mistel begleitenden Krümmungsbewegungen. Wien: Hölder, 1913.
- Die Aufzucht und Kultur der parasitischen Samenpflanzen. Jena: Fischer, 1910.
- Heinricher; Pflanzenbiologische Gruppen. Botanisches Centralblatt, 1896.
- Biologische Studien an der Gattung Lathraea, Berlin, 1893.

## Source
- 1935, Chronica Botanica : 85.